# Lavendelvide
Lavendelvide (Salix elaeagnos) är en videväxtart. Lavendelvide ingår i släktet viden, och familjen videväxter. Utöver nominatformen finns också underarten S. e. elaeagnos.

## Bildgalleri

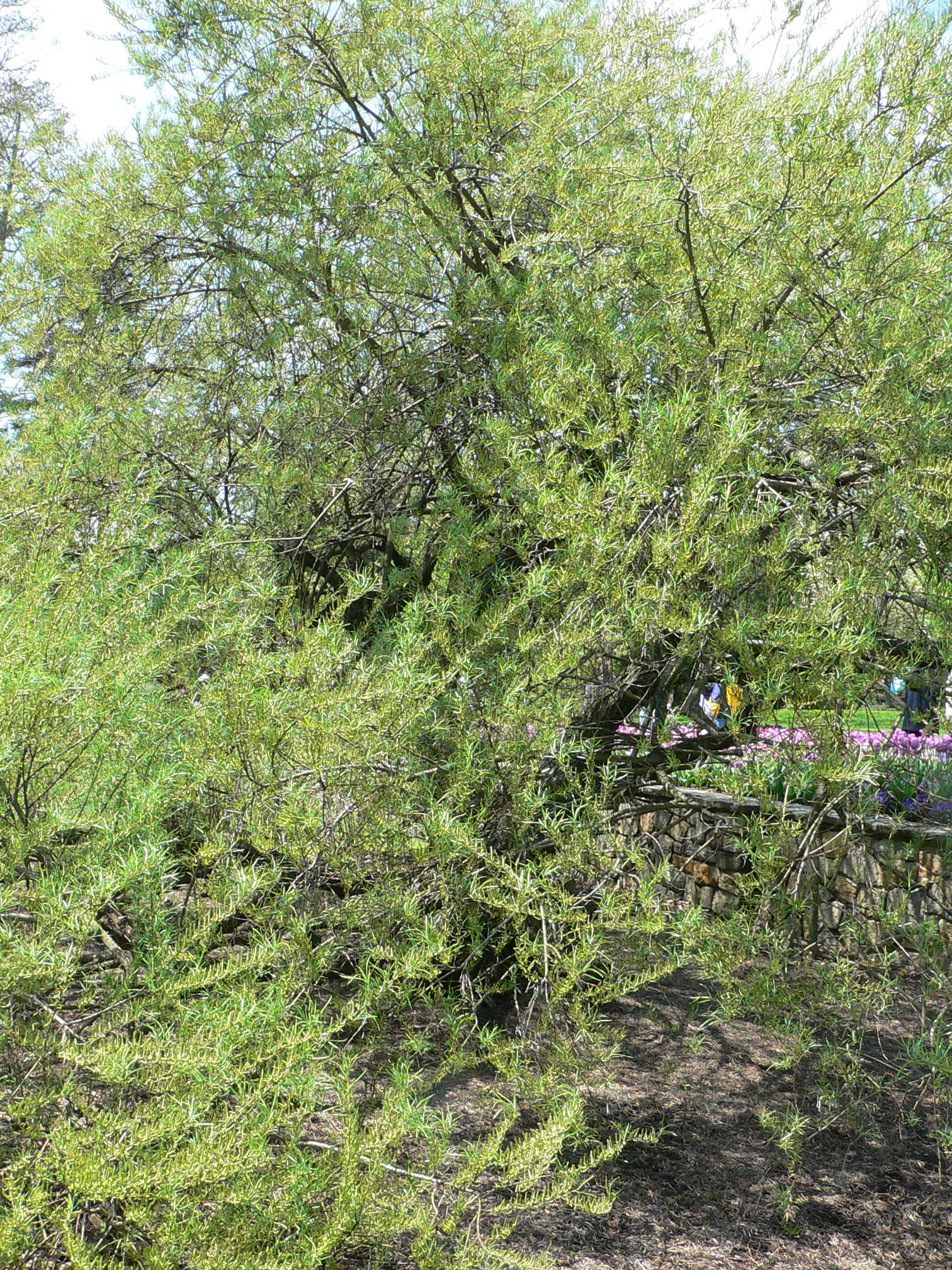
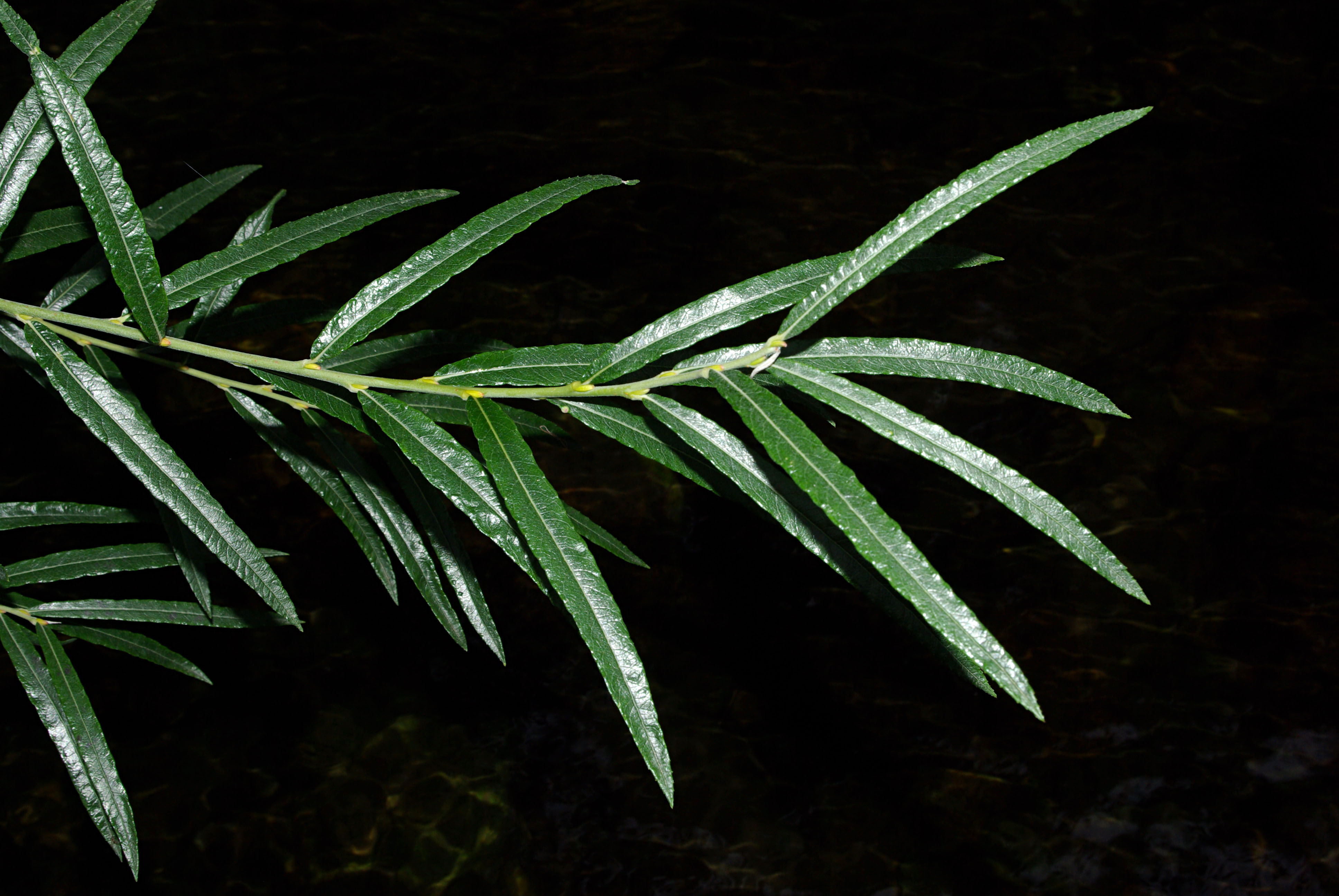
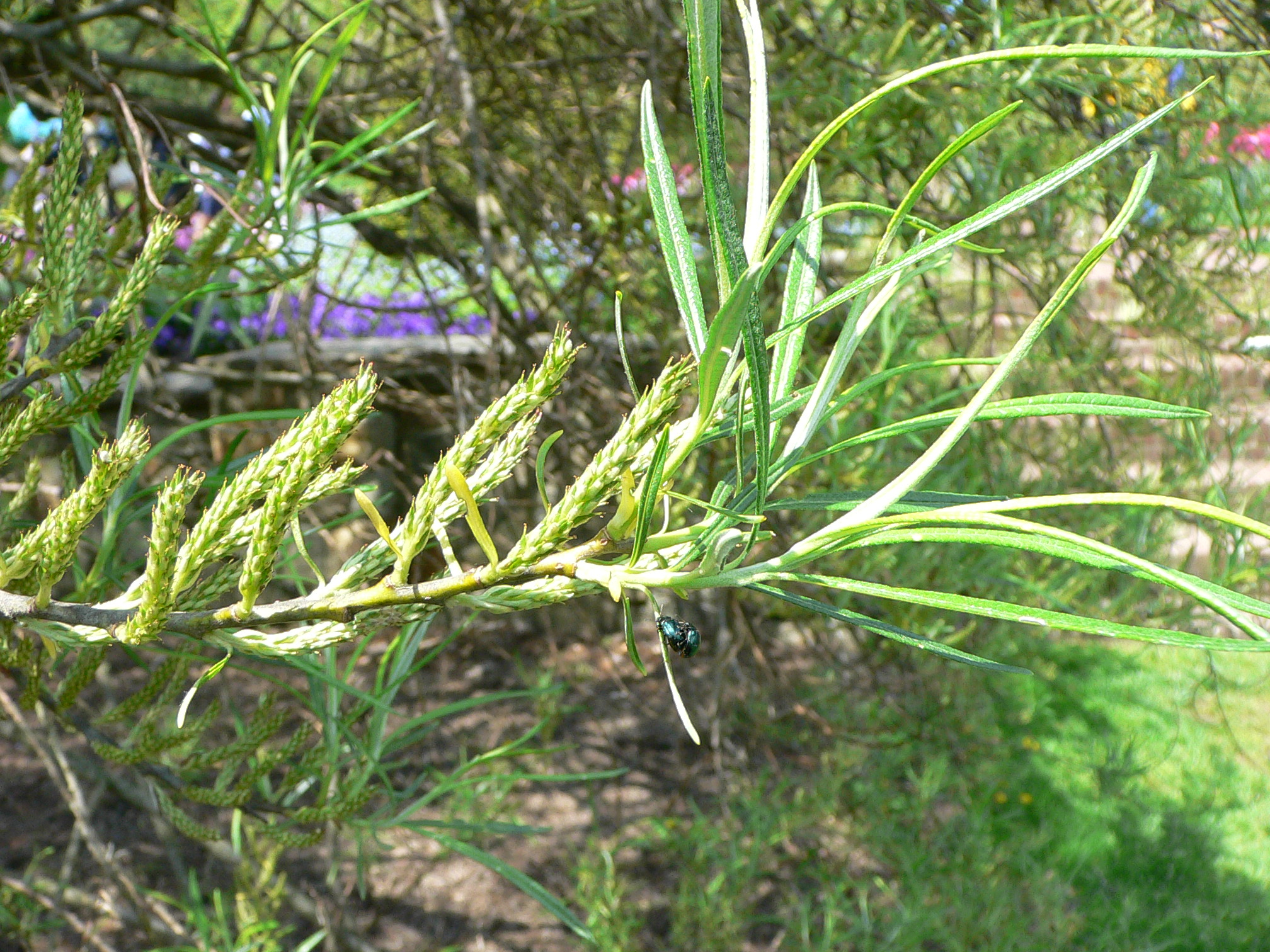
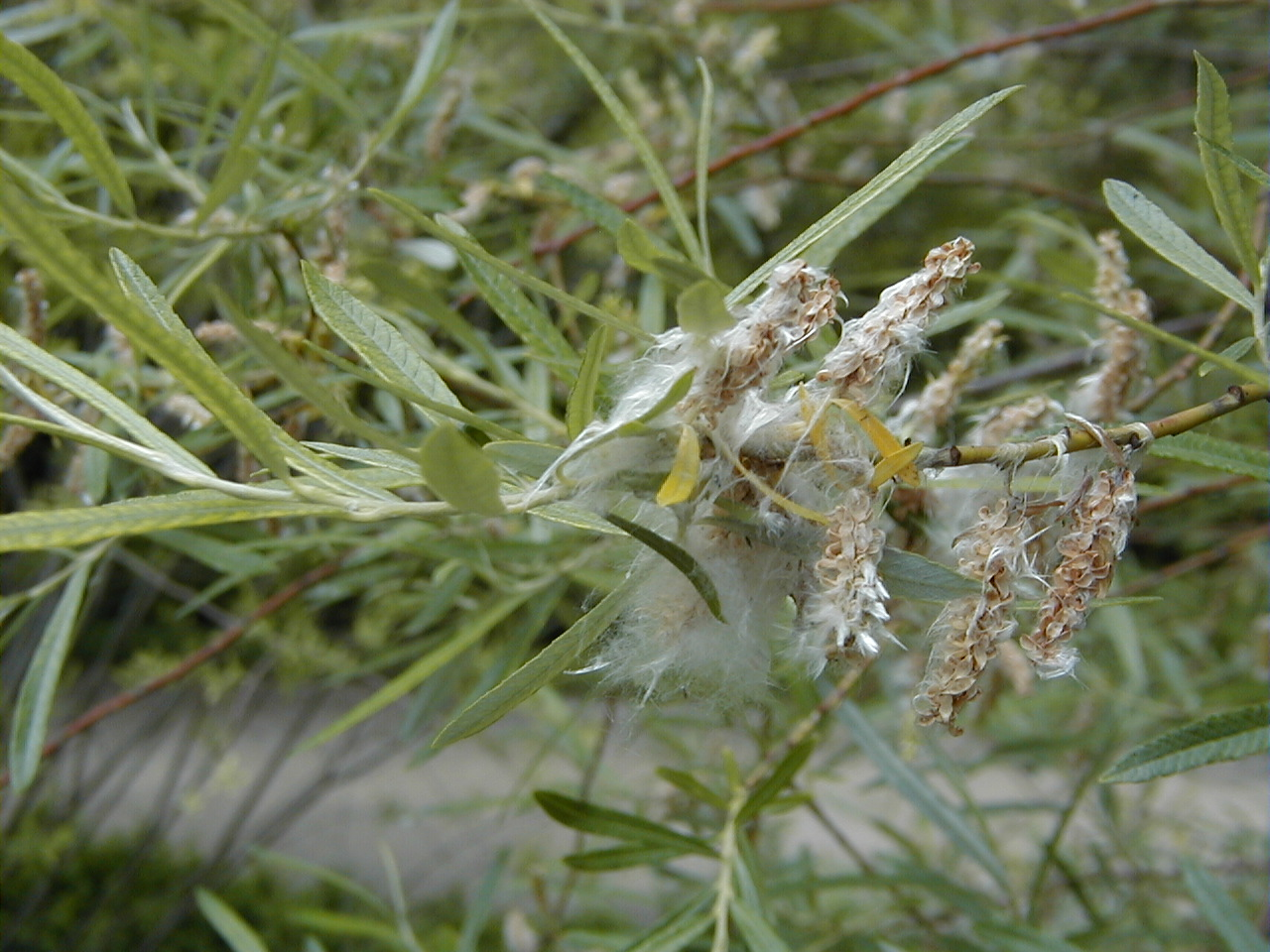
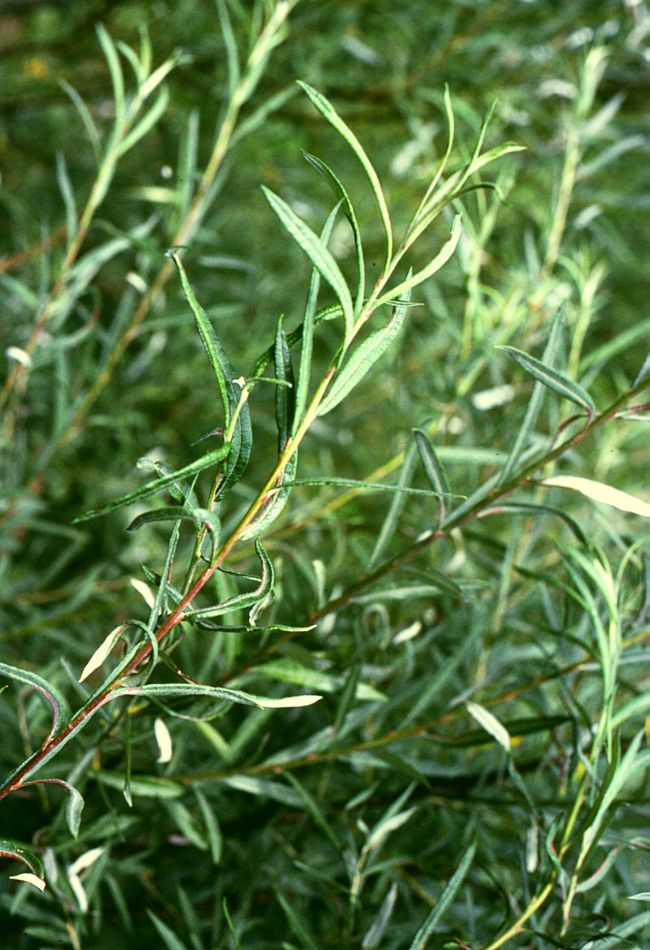
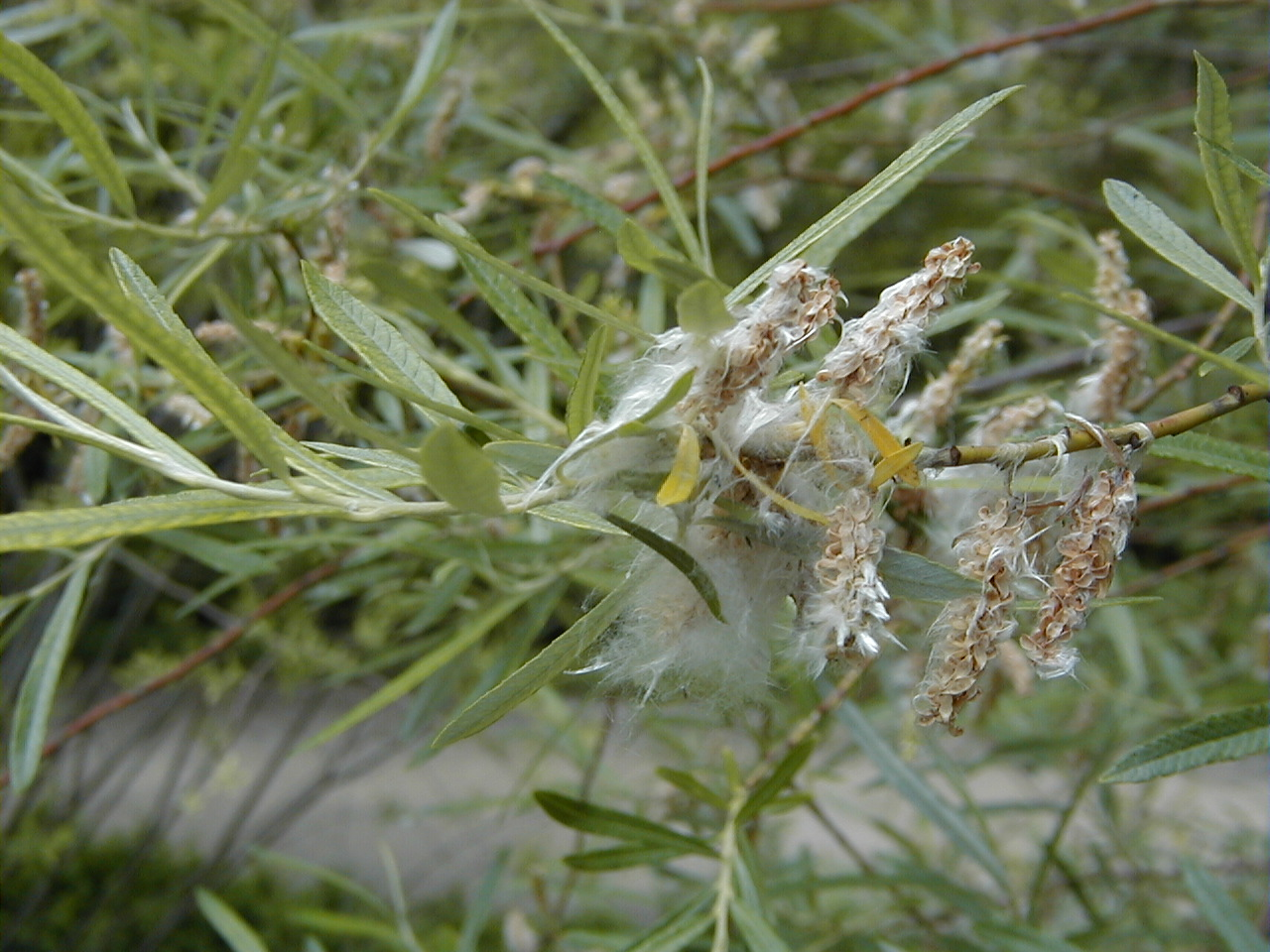